# Dsegh
Dsegh (Armeens: Դսեղ, Dseġ) is een plaats in Armenië. Deze plaats ligt in de marz (provincie) Lori. Dsegh is de geboorteplaats van Hovhannes Toemanjan, een van de beroemdste Armeense dichters. Van 1938 tot 1969 heette het dorp, naar zijn befaamde telg, Toemanjan (Armeens: Թումանյան T’umanyan).

## Galerij

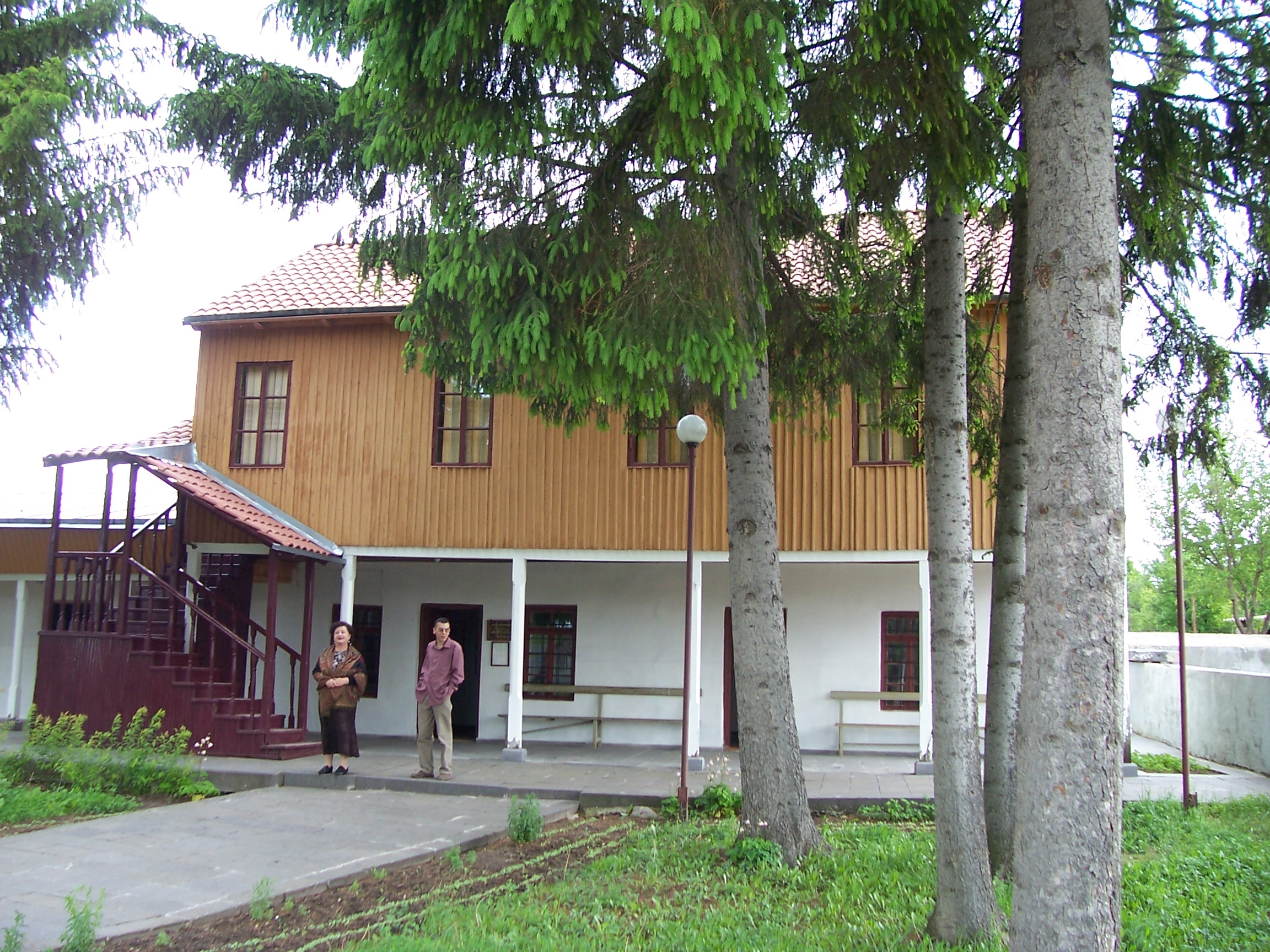
Het geboortehuis van Hovhannes Toemanjan, nu een museum
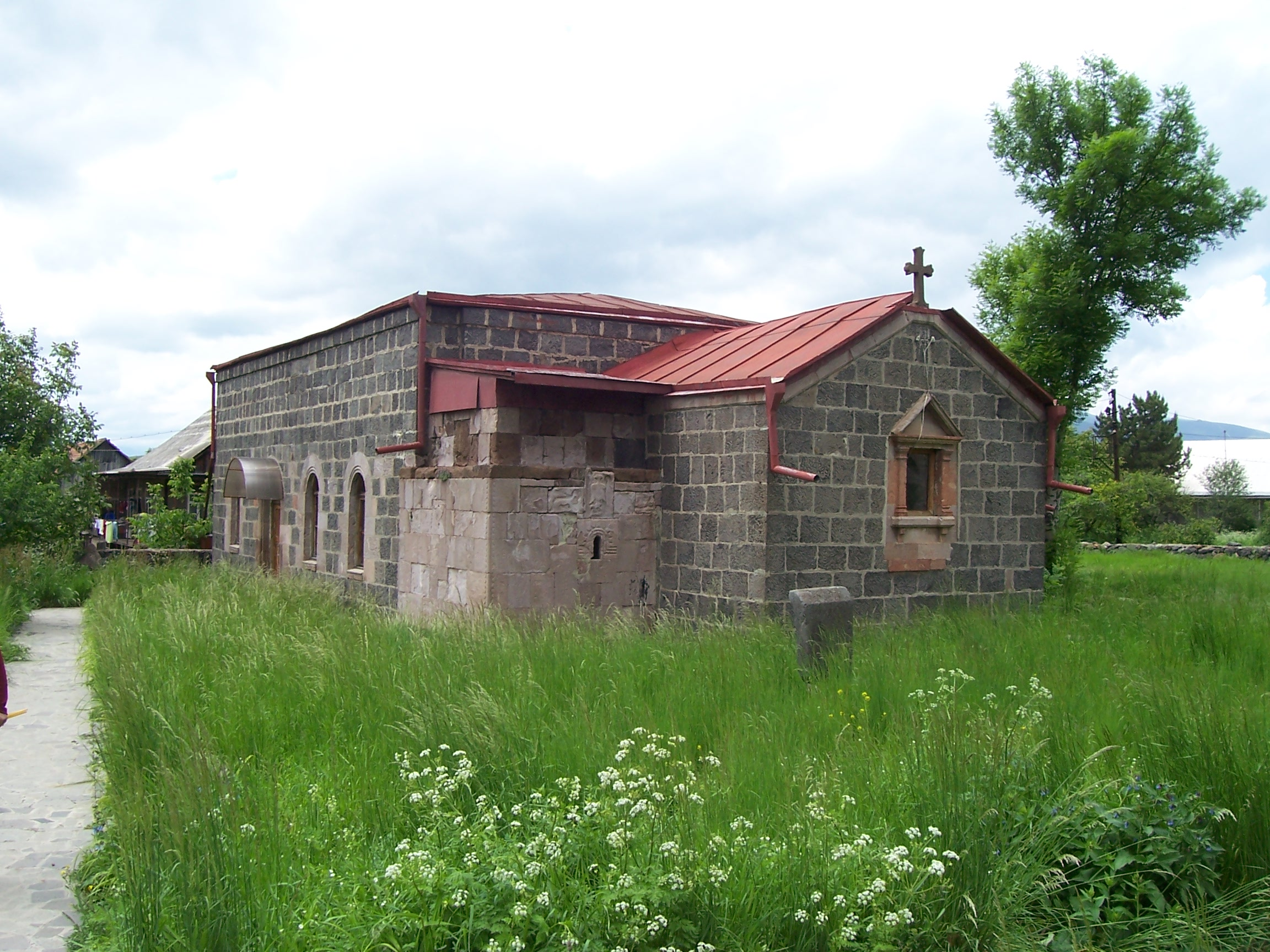
De Sint-Gregorius-de-Verlichterkerk van Dsegh